# Grendel
Grendel je eden antagonistov v epu Beowulf. Bil je ajd in je ogrožal dvorec danskega kralja Hrothgarja.

## Zgodovina lika
Grendel je bil ajd in daljni potomec Kajna.